# Элиаш-Радзиковский, Войцех
Войцех Элиаш-Радзиковский (пол. Wojciech Eljasz-Radzikowski, 1814, с. Цереквица близ г. Бохня, Варшавское герцогство (ныне Малопольского воеводства, Польши — 19 ноября 1904, Краков) — польский художник.

## Биография
Шляхтич герба Огоньчик. Внук барского конфедерата, который опасаясь ареста сменил родовую фамилию Радзиковский на Элиаш.
Художественное обучение прошëл в краковской технической школе, где изучал основы рисунка под руководством Яна Непомуцена Бизаньского.
В 1838—1843 продолжил учёбу в Школе изящных искусств в Кракове (сейчас Краковская академия искусств). В 1842—1843 работал учителем рисования, занимался реставрацией алтаря Вита Ствоша церкви Успения Пресвятой Девы Марии в Кракове.
Отец художника Валери Элиаша-Радзиковского и скульптора Владислава
Элиаша-Радзиковского.

## Творчество
Работы В. Элиаша-Радзиковского, довольно популярные в то время, представляли собой традиционный академический классицизм.
Картины, написанные им, были по большей части религиозного и исторического содержания. Так, его кисти принадлежат алтарные картины для нескольких церквей и монастырей Польши, по большей части, в Кракове.
Создание полотен с натуры В. Элиаш-Радзиковский не признавал, так как, по его мнению, основой живописи было копирование
произведений признанных мастеров. Строгое соблюдение классических традиций он считал одним из достоинств написанного полотна.
При создании своих картин придерживался четко установленных правил, так, каждая изображаемая фигура должна была равняться величине 8-ми человеческих голов, каждая глубокая тень должна была быть тëмно-красного цвета, серых оттенков художник не признавал.

## Избранные работы
- Стигматы святого Франтишка(1842).
- Видения святого Антония (1842).
- Снятие с креста (1850).
- Св. Андрей Бобол (1857).
- Одиннадцать блаженных мучеников августинцев (1869).
- Иисус с чашей (1886) и др.